# Partícula em uma caixa

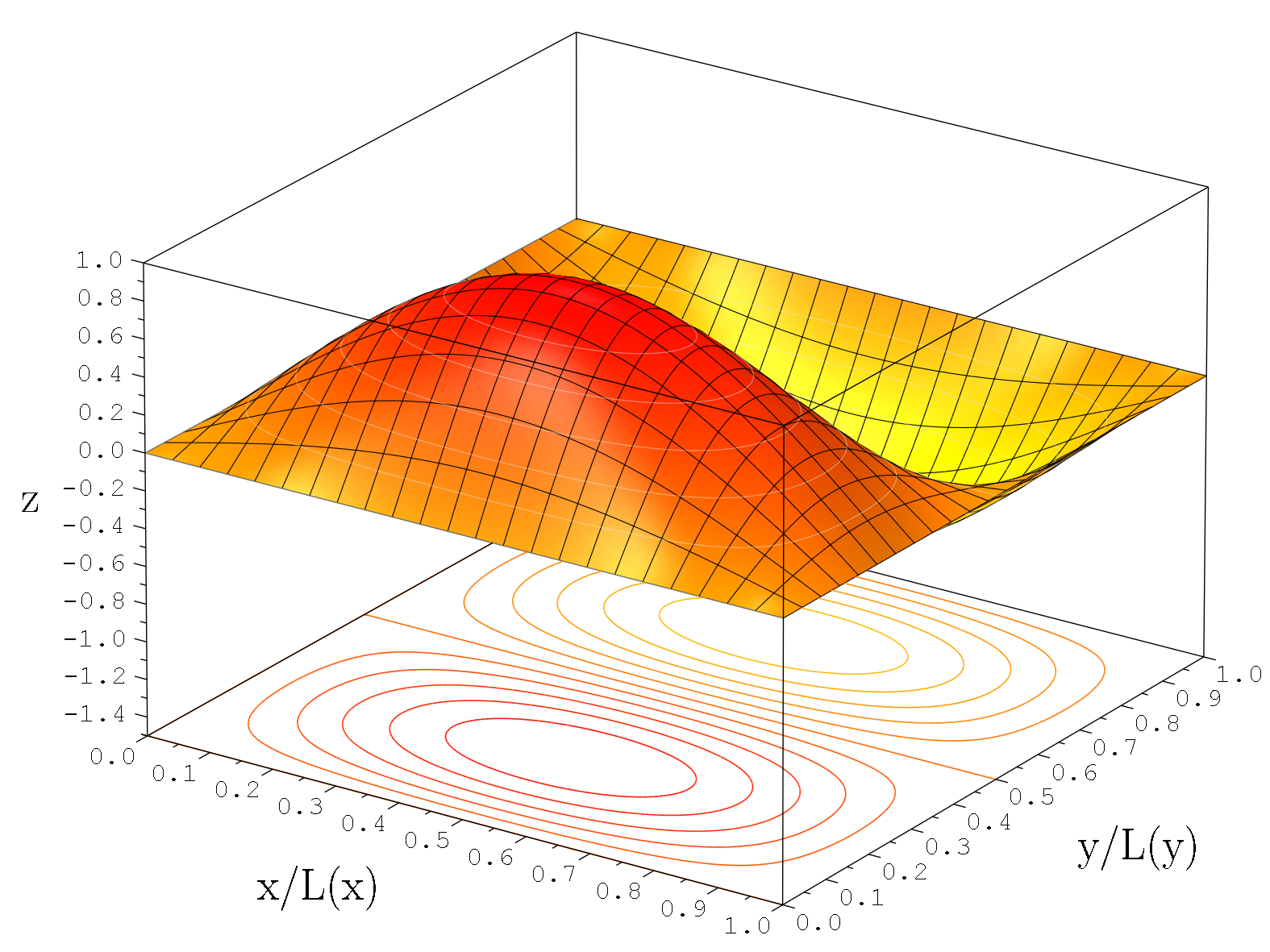
Função de onda para uma partícula encerrada em uma caixa bidimensional, as linhas de nível sobre o plano inferior estão relacionadas com a probabilidade de presença.

Na mecânica quântica, a partícula em uma caixa (também conhecida como poço de potencial infinito) é um problema muito simples que consiste de uma só partícula que se localiza dentro de uma caixa imóvel da qual não pode escapar, e onde não perde energia ao colidir contra suas paredes.
Em mecânica clássica, a solução ao problema é trivial: a partícula se move em uma linha reta a uma velocidade constante até que rebate em uma das paredes. Ao rebater, a velocidade é alterada apenas na componente perpendicular à parede, que troca de sinal; o módulo da velocidade não se altera. Uma das soluções possíveis é uma partícula absolutamente estacionária, ou seja, com velocidade zero.
O problema se torna muito interessante quando se tenta resolver dentro da mecânica quântica, já que é necessário introduzir muitos dos conceitos importantes desta disciplina para encontrar uma solução. Entretanto, ainda assim é um problema simples com uma solução definida.
Apesar de ser um problema bastante básico, o interesse pelas pesquisas sobre o tema tem aumentado, uma vez que esse modelo é uma idealização da energia potencial de uma molécula, em estado gasoso, que é livre para se mover em um recipiente unidimensional. Também se observa que nanoestruturas estão sendo utilizadas para capturar elétrons em cavidades semelhantes a poços retangulares. Além disso, serve como base para uma análise simples da estrutura eletrônica de metais e de moléculas conjugadas, como o butadieno. A utilização da partícula em uma caixa também é comum na termodinâmica estatística para avaliar a contribuição do movimento translacional das moléculas para as suas propriedades termodinâmicas.

## Descrição quântica do problema
O problema pode apresentar-se em qualquer número de dimensões, mas o mais simples é o problema unidimensional, ainda que o mais útil é o que se centra em uma caixa tridimensional. Em uma dimensão, se representa por uma partícula que existe em um segmento de uma linha, sendo as paredes os pontos finais do segmento.
Em termos da física, a partícula em uma caixa se define como uma partícula pontual, encerrada em uma caixa onde não experimenta nenhum tipo de força (ou seja, sua energia potencial é constante, ainda que sem perda de generalidade podemos considerar que vale zero). Nas paredes da caixa, o potencial aumenta até um valor infinito, fazendo-a impenetrável. Usando esta descrição em termos de potenciais nos permite usar a equação de Schrödinger para determinar uma solução.

Esquema do potencial para a caixa unidimensional.

Contudo, se a análise deste  problema fosse sob as regras da mecânica clássica, deveríamos aplicar as leis do movimento de Newton às condições iniciais, e o resultado seria razoável e intuitivo; a probabilidade de se encontrar a partícula estaria diretamente relacionada ao tempo que a mesma percorre uma distância L. Com isso, infere-se que a probabilidade de se encontrar a partícula é igual em toda a caixa.
Já na mecânica quântica, quando se aplica a equação de Schrödinger, os resultados não são intuitivos. Em primeiro lugar, a partícula só pode ter certos níveis de energia específicos, e o nível zero não é um deles. Em segundo lugar, as probabilidades de detectar a partícula dentro da caixa em cada nível específico de energia não são uniformes - existem várias posições dentro da caixa onde a partícula pode ser encontrada, mas também há posições onde é impossível fazê-lo. Ambos resultados diferem da maneira usual na que percebemos o mundo, inclusive se estão fundamentados por princípios extensivamente verificados através de experimentos.

## Postulados da mecânica quântica
Antes de se discutir sobre a partícula na caixa, é importante saber que para se resolver este problema, os conceitos e as aplicações dos postulados da mecânica quântica.
1º Postulado: a função de onda {\displaystyle \Longrightarrow }  A função de onda contém toda as informações para determinar o estado de um sistema. Por isso, ela tem que ser unívoca, contínua e de derivadas contínuas.
2º Postulado: operadores {\displaystyle \Longrightarrow } Para toda e qualquer observável física há um operador linear e hermitiano. 
- Teorema 1:os autovalores do operador hermitiano são reais.

- Teorema 2: as autofunções de um operador hermitiano são ortogonais.

3º Postulado: valores de observáveis {\displaystyle \Longrightarrow } os valores possíveis a ser obtidos por medidas de uma propriedade física observável {\displaystyle C}, são os autovalores {\displaystyle ci} da equação de autovalor {\displaystyle {\widehat {C}}fi=cifi} , em que {\displaystyle {\widehat {C}}} é o operador que corresponde à propriedade observável {\displaystyle C} e {\displaystyle fi} são as autofunções do operador {\displaystyle {\widehat {C}}}.
4º Postulado: valor médio {\displaystyle \Longrightarrow } Sendo {\displaystyle \psi (x,t)} uma função de estado do sistema normalizada, logo o valor médio da observável {\displaystyle C} no tempo é: {\displaystyle \langle {\hat {C\rangle }}=\int \psi *{\widehat {C}}\psi dt}
5º Postulado: evolução temporal {\displaystyle \Longrightarrow } O estado de um sistema quântico não perturbado tem sua evolução temporal dada por: {\displaystyle -{\cfrac {\hbar }{i}}{\cfrac {\partial \psi }{\partial t}}={\widehat {H}}\psi }

## Caixa unidimensional
A versão mais precisa se dá na situação idealizada de uma caixa unidimensional, na qual a partícula de massa m pode ocupar qualquer posição no intervalo [0,L]. Para encontrar os possíveis estados estacionários, é necessário aplicar a equação de Schrödinger independente do tempo em uma dimensão para o problema:
{\displaystyle -{\cfrac {\hbar ^{2}}{2m}}{\cfrac {\mathrm {d} ^{2}\psi (x)}{\mathrm {d} x^{2}}}=E\psi (x)} [1]
Considerando que o potencial infinito fora da caixa (regiões I e III), o que anula a função de onda, tem-se:
{\displaystyle \psi (x)={\cfrac {1}{\infty -E}}{\cfrac {\hbar ^{2}}{2m}}{\cfrac {\mathrm {d} ^{2}\psi }{\mathrm {d} x^{2}}}}

{\displaystyle \psi I=\psi III=0}
em que
{\displaystyle \hbar } é a Constante reduzida de Planck,
{\displaystyle m\,} é a massa da partícula,
{\displaystyle \psi \left(x\right)\,} é a função de onda estacionária independente do tempo que queremos obter (funções próprias) e
{\displaystyle E\,} é a energia da partícula (valor próprio).
Para o interior da caixa, região II, em que o potencial é zero, tem-se:
{\displaystyle {\cfrac {\mathrm {d} ^{2}\psi }{\mathrm {d} x^{2}}}+{\cfrac {2mE}{\hbar ^{2}}}\psi =0}
Visando garantir o primeiro postulado da mecânica quântica, a função de onda, quando {\displaystyle x=0}  e {\displaystyle x=L}, tem que ser igual a {\displaystyle 0}. Obedecendo às seguintes condições de contorno:
{\displaystyle \lim _{x\to 0}\psi I=\lim _{x\to 0}\psi II}
{\displaystyle \lim _{x\to L}\psi II=\lim _{x\to L}\psi III}

As funções próprias e valores próprios de uma partícula de massa m em uma caixa unidimensional de comprimento L são:
{\displaystyle \psi _{n}(x)={\sqrt {\frac {2}{L}}}\sin {\left({\frac {n\pi x}{L}}\right)},\qquad E_{n}={\frac {\hbar ^{2}\pi ^{2}}{2mL^{2}}}n^{2}={\frac {h^{2}}{8mL^{2}}}n^{2},\qquad {\mbox{com}}\ n=1,2,3,...}

Níveis de energia (linhas discontínuas) e funções de onda (linhas contínuas) da partícula em uma caixa monodimensional.

Nota-se que só são possíveis os níveis de energia quantizados. Além disso, como n não pode ser zero (pois isso implicaria em uma descontinuidade da função e, assim, violando o 1º postulado), o menor valor da energia tampouco pode sê-lo. Essa energia mínima se chama energia do ponto zero e se justifica em termos do princípio de incerteza. Devido à restrição da partícula em mover-se em uma região finita, a variância da posição tem um limite superior (o comprimento da caixa, {\displaystyle L}). Assim, de acordo com o princípio de incerteza, a variância do momento da partícula não pode ser zero e, portanto, a partícula deve ter uma certa quantidade de energia que aumenta quando a longitude da caixa L diminui.
A densidade de probabilidade ({\displaystyle \psi ^{2}}) de se encontrar a partícula na caixa difere de acordo com seu estado de energia. A figura ao lado mostra a função de onda da partícula na caixa para cada estado de energia. Elevando essa função ao quadrado, pode-se estimar onde se tem a maior chance de localizar a partícula. Por exemplo: elevando a função de onda de {\displaystyle n=1}, a chance de se achar a partícula no centro da caixa é grande, mas, conforme for indo para as extremidades da caixa, essa chance diminui até ser nula. Já para {\displaystyle n=2} , a chance de se encontrar a caixa tanto no centro quanto nas extremidades é nula. A parte negativa da função fica positiva, já que se eleva ao quadrado, e com isso, aparece duas regiões com a mesma densidade de probabilidade. E assim por diante de tal forma que o número quântico {\displaystyle n} aumenta tanto que o comportamento quântico da partícula começa a reproduzir o comportamento clássico, de acordo com o princípio da correspondência. Um número quântico é um número inteiro que representa o estado do sistema (e em certos casos também pode ser semi-inteiro). No caso de uma partícula em uma caixa, existem infinitas soluções aceitáveis, e o número quântico n especifica qual delas é de interesse. Além de ser um identificador de estado, o número quântico também pode ser utilizado para determinar a energia correspondente ao estado, e para descrever de forma explícita a função de onda.